# Callicera fagesii
Callicera fagesii es una especie de mosca  sírfida. Se distribuyen por el Paleártico en Eurasia.